# Balilihan
Balilihan es un municipio filipino de cuarta clase, perteneciente a la provincia de Bohol, en las Bisayas Centrales.

## Toponimia
El lugar puede aparecer referido como «Balilihan» y «Balilijan».

## Historia
El pueblo se fundó en 1831. Hacia mediados del siglo XIX, el lugar, por entonces perteneciente a la provincia de Cebú, tenía contabilizada una población de 4660 habitantes, repartidos en 773 casas. Aparece descrito en el primer volumen del Diccionario geográfico, estadístico, histórico de las Islas Filipinas (1850) de Manuel Buzeta Núñez y Felipe Bravo con las siguientes palabras:

BALILIHAN ó BALILIJAN: pueblo con cura y gobernadorcillo, en la isla de Bohol, prov. y dióc. de Cebú: se halla sit. en la parte litoral de la isla, en terreno desigual, despejado, y clima templado con relacion á otros puntos de la isla, y saludable. Fué fundado en 1831 por los PP. Recoletos de la órden de Agustinos Descalzos, y en el dia tiene como unas 773 casas de sencilla construccion, la parroquial y la llamada tribunal ó de comunidad; hay escuela de primera letras dotada de los fondos del comun, é igl. parr. servida por un cura regular. El term. es bastante dilatado alcanzando á los montes centrales de la isla donde se encuentran retirados aquellos indios que se conocen con el nombre de alzados en razon de haberse desatendido de la civilizacion y patronato de la metrópoli. El terreno es poco fértil y muy pedregoso; el coco es el único árbol que abunda en él; tambien se cultivan el cacao, algodon, camote y tabaco. Los naturales se ocupan especialmente en la agricultura y tejidos ordinarios, cuya industria está por lo general á cargo de las mugeres; sostienen algun comercio con los monteses. pobl. 4,660 alm., 791 ½ trib., que ascienden á 7,915 rs. plata, equivalentes á 19,787 rs. vn.
(Buzeta y Bravo, 1850, pp. 334-335)

En 2020, tenía censados 18 694 habitantes.